# Johannes Dijkhuis

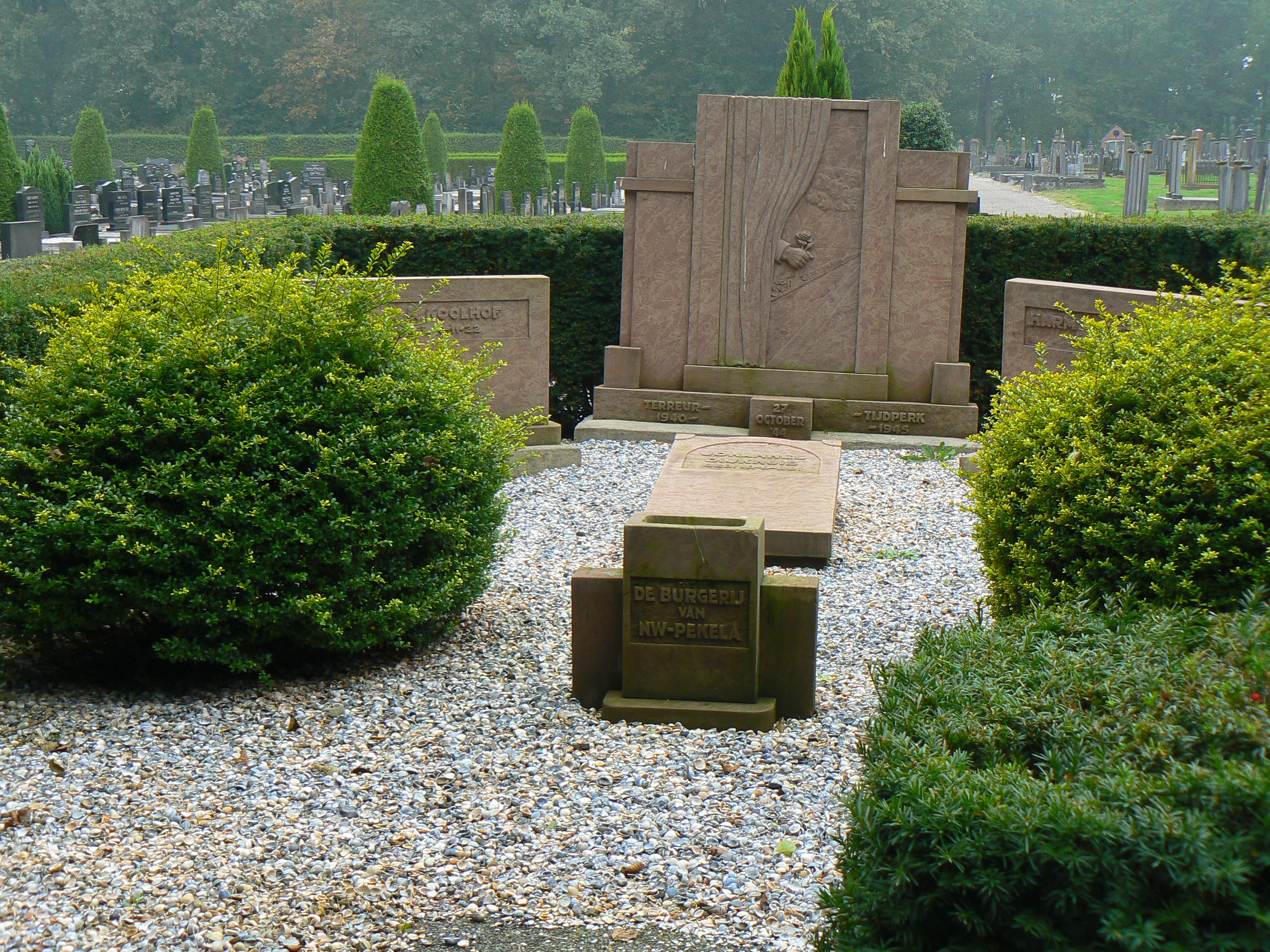
Verzetsmonument in Nieuwe Pekela

Johannes Dijkhuis (Nieuwe Pekela, 18 september 1922 – Slot Loevestein, 30 november 1944) was een Nederlandse verzetsstrijder.

## Biografie
Dijkhuis was een zoon van de onderwijzer Jurrien Dijkhuis en Fennechien Kuilman. Hij was ongehuwd.
Dijkhuis was student en Nederlands-hervormd.
Dijkhuis was illegaal werker tijdens de Tweede Wereldoorlog. Hij was afkomstig uit Nieuwe Pekela. Op 30 november 1944 kwam hij door verdrinking om het leven bij een poging om de Waal over te zwemmen om berichten van het noorden naar het zuiden over te brengen. Hij was actief onder de schuilnaam van Zwarte Joop.
In Nieuwe Pekela is in 1948 een straat naar hem genoemd. Voor Dijkhuis, Harm van der Laan en Jan Koolhof is een verzetsmonument opgericht op de begraafplaats bij de Nederlandse Hervormde Kerk in Nieuwe Pekela.